# 39 Camelopardalis
39 Camelopardalis är en misstänkt variabel i stjärnbilden Giraffen.
Stjärnan varierar mellan magnitud +4,55 och 4,88 utan fastställd periodicitet.